# Pomnik Pamięci Tych, Którzy Zdobywali Szczecin
Pomnik Sławy Armii Radzieckiej – istniejący w latach 1945-2018 monument w Szczecinie upamiętniający żołnierzy radzieckich, którzy w kwietniu 1945 r. zdobywali Szczecin.
Pomnik upamiętniał zdobycie północnych obszarów Szczecina przez 2 Front Białoruski, w tym 2 Armię Uderzeniową.

## Lokalizacja
Pomnik znajdował się na szczecińskim osiedlu Bukowo, przy skrzyżowaniu ulic: Szosa Polska (jest to główny ciąg komunikacyjny łączący centrum Szczecina z Policami) i Władysława Nehringa.

## Historia
Pomnik powstał w 1945 - miał wówczas formę obelisku. Zawierał tablicę czerwoną gwiazdą i napisem w języku rosyjskim: Слава русскому оружию (tłum. Sława rosyjskiemu orężu). W 1974 lub 1975 z inicjatywy pracowników Huty „Szczecin” został gruntownie przebudowany. W 1995 roku na pomniku umieszczono nową tablicę wiszącą do chwili rozbiórki, zakrywając dotychczasową tablicę. W 2010 i 2014 pomnik padł ofiarą aktów wandalizmu (wymalowanie na płycie czerwoną farbą napisu "NIE", oblanie pomnika olejem). Zniszczenia zostały usunięte a pomnik odnowiono.
Pod pomnikiem okresowo składane były kwiaty i znicze. Pomnik został zburzony 24 marca 2018, a jego metalowe części trafiły na złom. Kwiaty i znicze pojawiły się także na pustym miejscu tuż po rozebraniu pomnika.

## Opis pomnika
Głównym elementem pomnika była ceglana, otynkowana ścianka o wymiarach: 163 x 250 x 46 cm. W jej centrum umieszczono kamienną płytę z inskrypcją: "Pamięci tych, którzy zdobywali Szczecin w kwietniu 1945 r. Mieszkańcy polskiego Szczecina". Ścianka przykryta była dwuspadowym daszkiem z frontonem. Daszek wspierany był dodatkowo przez cztery kanelowane kolumny. Całość monumentu posadowiona była na niewielkim cokole z pięciostopniowym podejściem. Za pomnikiem znajdowała się stalowa kratownica z 49 kwadratowymi polami, w które wmontowano naprzemiennie, wykonane z prętów, symbole: sierp i młot oraz gwiazdę.